# Brewitz
Brewitz gehört zur Ortschaft Dambeck und ist ein Ortsteil der Stadt Salzwedel im Altmarkkreis Salzwedel in Sachsen-Anhalt.

## Geographie
Brewitz, ein gebogenes Straßendorf mit Kirche, liegt rund vier Kilometer südlich der Kernstadt Salzwedel in der Altmark. Der Brewitzer Graben fließt östlich des Dorfes nach Norden in die Jeetze. Rund 1½ Kilometer südlich liegt der Ortsteil Dambeck.

## Geschichte

### Mittelalter bis Neuzeit
Im Jahre 1240 wird ein Hartmot de Breviz als Zeuge in einer Urkunde genannt. Erst im Jahre 1309 wird Fredericus de Brewiz in Salzwede erwähnt. Die ersten in Urkunden erwähnten Pfarrer des Dorfes sind Johannes im Jahre 1337, Christian von Mahlsdorf 1360 und Heinrich Milges 1393.
Im Landbuch der Mark Brandenburg von 1375 wird der Ort als Brewitz, Brevische und Brewische  aufgeführt. Es gehörte dem Kloster Dambeck. Weitere Nennungen sind 1393 Brewytze und 1687 Brewitz.
Westlich des Ortes lag das Kindergenesungsheim (Kinderkurheim) „Jenny Marx“ Brewitz, an das der Straßenname „Am Kinderheim“ noch erinnert.

### Herkunft des Ortsnamens
Das -witz im Namen weist auf eine Person hin, in dessen Besitz der Ort war.

### Eingemeindungen
Am 20. Juli 1950 wurde die Gemeinde Brewitz aus dem Landkreis Salzwedel in die Gemeinde Dambeck eingemeindet.
Zum 1. Januar 2003 wurde die Gemeinde Dambeck nach Salzwedel eingemeindet, so kam Brewitz als Ortsteil zu Salzwedel. Gleichzeitig entstand die Ortschaft Dambeck, der Brewitz ebenfalls zugeordnet wurde.

### Einwohnerentwicklung
| Jahr | Einwohner |
| ---- | --------- |
| 1734 | 114       |
| 1774 | 101       |
| 1789 | 083       |
| 1798 | 114       |
| 1801 | 114       |
| 1818 | 084       |
| 1840 | 148       |
| 1864 | 155       |
| 1871 | 143       |

| Jahr | Einwohner |
| ---- | --------- |
| 1885 | 173       |
| 1892 | [0]177    |
| 1895 | 162       |
| 1900 | [0]159    |
| 1905 | 163       |
| 1910 | [0]170    |
| 1925 | 177       |
| 1939 | 138       |
| 1946 | 300       |

| Jahr | Einwohner |
| ---- | --------- |
| 2005 | [00]109   |
| 2010 | [00]093   |
| 2014 | [00]107   |
| 2015 | [00]105   |
| 2020 | [00]109   |
| 2021 | [00]112   |
| 2022 | [00]112   |
| 2023 | [0]102    |

Quelle, wenn nicht angegeben, bis 2006:

## Religion
Die evangelische Kirchengemeinde Brewitz gehörte als Mater combinata zur Pfarrei St. Georg in Salzwedel-Perver. Im Jahre 1903 gehörten zu dieser Kirchengemeinde die Orte Sienau und Ziethnitz mit der Warthe sowie Kricheldorf mit seiner Kirche. Die Evangelischen aus Brewitz werden heute betreut vom Pfarrbereich Salzwedel-St. Georg im Kirchenkreis Salzwedel im Bischofssprengel Magdeburg der Evangelischen Kirche in Mitteldeutschland.
Die ältesten überlieferten Kirchenbücher für Brewitz stammen aus dem Jahre 1730. In den Unterlagen zu Perver finden sich Angaben ab 1640.

## Kultur und Sehenswürdigkeiten
- Die evangelische Dorfkirche Brewitz ist ein spätgotischer Feldsteinbau mit querrechteckigem Westturm aus dem 14. Jahrhundert.[17] Die Kirche hatte noch 1541 eine eigene Pfarrei und war 1721 Mater combinata. 1801 war sie Mutterkirche, die 1811 mit der Heiliggeist-Kirche in Salzwedel vereinigt wurde.[1] Hermes und Weigelt berichten 1842, die Kirche sei seit 1600 Nebenkirche der Kirche in St. Georg in Salzwedel-Perver gewesen.[18]
- Der Ortsfriedhof liegt am westlichen Ortsausgang.